# 山口銀行
株式会社山口銀行（やまぐちぎんこう、英称：The Yamaguchi Bank, Ltd.） は、山口県下関市竹崎町に本店を置く地方銀行。山口フィナンシャルグループ（YMFG）傘下。通称「山銀」「やまぎん」。

## 概要
第百十国立銀行として創業し、戦時統制時、山口県内の銀行を統合する形で設立された。山口県、下関市、長門市、山陽小野田市、宇部市、萩市、山口市、防府市、周南市、下松市、光市、柳井市、岩国市で指定金融機関の指定を受けている。
かつては単独で東京証券取引所・大阪証券取引所市場第1部に上場していたが、2006年（平成18年）7月30日付で大証1部の上場を廃止した。さらに、同年10月にもみじ銀行を傘下に持つもみじホールディングスと経営統合を実施し、株式移転によりYMFGを新設したことで当銀行は非上場となった。
現在、国内には山口県全域を始め、広島県南部にも多くの店舗を展開。ほか、愛媛県（松山市・今治市）と東京都（東京日本橋・豊洲（下記を参照））に2店舗、島根県益田市、神戸市、大阪市、名古屋市に店舗を開設している。海外では、中国の大連市と青島市に、韓国には釜山に支店を設置している。また、下関市の対岸に位置する福岡県北九州市も営業エリアとしてきたが、YMFGの推し進める「地域別の銀行ブランド展開」に伴い、九州内の店舗についてはYMFG傘下の新銀行として「北九州銀行」が設立され、2011年（平成23年）10月3日をもって山口銀行の九州内支店を承継して開業した。
2015年2月23日、都下第2店舗として高層マンションが多数立地し、2020年東京五輪の競技施設等の建設が進められている江東区豊洲の豊洲フロント2Fに新店舗を開設した。同店には当銀行を銀行代理業者、所属銀行をもみじ銀および北九州銀とした銀行代理店を設置している。

## 沿革
- 1878年（明治11年） - 前身となる第百十国立銀行が山口市に設立される。
- 1880年（明治13年） - 本店を赤間関市（現在の下関市）に移転。
- 1898年（明治31年） - 普通銀行に転換、株式会社百十銀行に改組。
- 1944年（昭和19年）3月31日 - 百十・宇部・船城・華浦・大島の5行が合併して、あらたに株式会社山口銀行が設立される。
- 1965年（昭和40年） - 本店を現在地 （下関鉄道病院跡地）に新築移転。新社屋は当時としては珍しいカーテンウォールを用いた構造であり、日本建築学会賞作品賞を受賞している。
- 2005年（平成17年）3月18日 - もみじホールディングスとのあいだで、経営統合を前提とした業務資本提携で合意[† 1]。
- 2006年（平成18年）10月1日 - 持株会社山口フィナンシャルグループ(YMFG) 設立。もみじホールディングスと共にYMFG傘下となる。
- 2007年（平成19年）4月1日 - もみじホールディングスともみじ銀行が合併（存続会社はもみじ銀行）。
- 2008年（平成20年）11月25日 - 創業130年を記念して、観音崎町にある旧本店の隣に『やまぎん史料館』を開館。
- 2010年（平成22年）10月1日 - YMFGが「北九州金融準備株式会社」を設立（2011年9月9日「北九州銀行」に改称）、同社との間で九州地区の店舗移管に向けた作業を開始。
- 2011年（平成23年）10月3日 - 山口銀行の九州の全支店を「北九州銀行」に分離承継。
- 2014年（平成26年）12月14日 - YMFG傘下3行と常陽銀行など地銀7行が海外出店や商品開発で連携することが明らかとなる[4]。

## ATM
山口フィナンシャルグループ傘下のもみじ銀行・北九州銀行とはATM・CDの相互解放を実施しており、平日8:45 - 18:00の入出金手数料は無料となるほか、山口銀・もみじ銀相互店舗間のATMによる振込手数料を無料としている。なお、ATMによる通帳の記帳や繰越も可能。
また、山口銀行は県下の各信用金庫（萩山口信用金庫・西中国信用金庫・東山口信用金庫）とのATM・CD相互無料提携（YSネットサービス）を行っており、平日日中の出金手数料を無料としている（ただし入金は不可）。
このほか、2004年（平成16年）7月9日よりコンビニATM最大手であるセブン銀行と、2010年（平成22年）8月23日よりイーネットおよびローソン・エイティエム・ネットワークス (LANs) との提携サービスを提供開始した。
2010年（平成22年）12月13日にはイオン銀行とのATM相互提携も開始している（出金・残高照会の取扱いのみ）。

## スポーツ支援
実業団女子ハンドボールクラブ「山口銀行YMGUTS」（ワイエムガッツ）を有する。1952年創立のクラブチーム「徳山クラブ」の運営を2018年に受け継いだ経緯があり、周南市を拠点に活動している。監督は2020-21シーズンから地元出身の東佑三が就任。2021-22年シーズンは日本ハンドボールリーグの下位リーグであるチャレンジ・ディビジョンに所属。
そのほか、Jリーグ・レノファ山口FCのスポンサーを永年勤めており、クラブ創設の2006年から2013年までユニフォームの胸スポンサーを務めていた（2022年現在は鎖骨スポンサー）。また、プロ野球・広島東洋カープの本拠地であるMAZDA Zoom-Zoom スタジアム広島のレフトスタンド上部に同行の看板がある（移転前の広島市民球場にもほぼ同位置に存在しており、YMFG発足以前から存在していた）。

## エピソード
- 頭取に日本銀行出身者を迎えたことがこれまでに一度もない、全国的に珍しい普通銀行である。
- 旧三和銀行（現・三菱UFJ銀行）の設立母体となった銀行の一つに山口銀行があり、両者が混同されることがある[† 2] が、全く別の銀行である[† 3]。
- 山口県唯一の地方銀行にもかかわらず、本店が県庁所在地の山口市でなく下関市に置かれており（前身の一つである第百十国立銀行は山口市にて設立したものの、普通銀行転換前に下関市に移転している）、山口市には「山口銀行山口支店」が存在する[† 4][† 5]。
- 同じ地方銀行の山形銀行も山口銀行と同様に、通称が「山銀」「やまぎん」であるため、両行の関連会社には社名が酷似したものが複数存在する。主な例として以下のようなものがある。

| 山口銀行系     | 業種                 | 山形銀行系             |
| -------------- | -------------------- | ---------------------- |
| ワイエム保証   | 信用保証業           | 山銀保証サービス       |
| 山口リース     | リース業             | 山銀リース             |
| やまぎんカード | クレジットカード会社 | やまぎんカードサービス |

- IR資料によると、YMFG本社は、この銀行の本店の一部を借りている形になっている。
- 1977年から8年間、夏目雅子をイメージガールに起用していた。このころのキャッチフレーズは「お役にたつおつきあい」であった。

## バリアフリー
山口銀行では、視覚障がい者に対するサービスとして、以下の7つの取り組みを行っている。
1. 視覚障がい者対応ATMの設置
2. 点字ブロックの設置
3. 点字普通預金の取り扱い
4. 申込書など書類の記入代行（代筆）
5. 申込書などに記述されている内容の音読代行（代読）
6. 音声読み上げソフトでの読み上げに配慮した、山口銀行公式サイト
7. NTTドコモの音声読み上げ機能に対応したモバイルバンキング

## ギャラリー

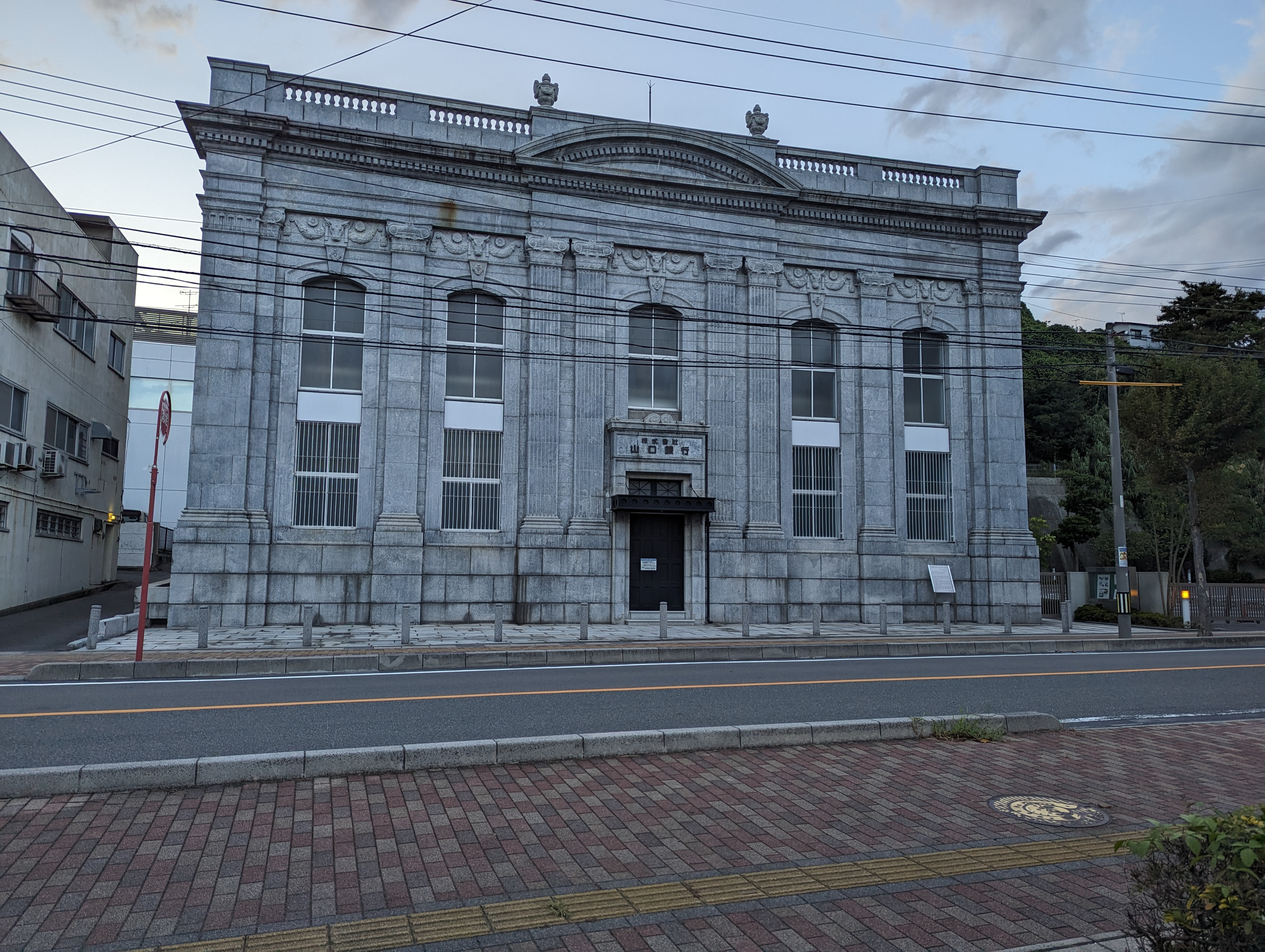
旧本店（やまぎん資料館、山口県指定有形文化財）
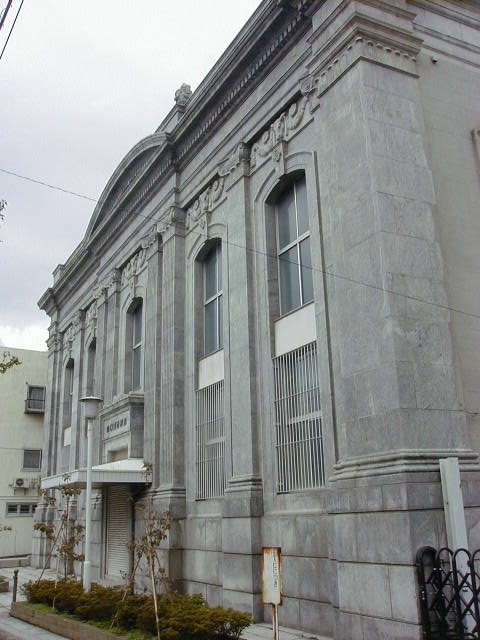
旧第百十国立銀行本店
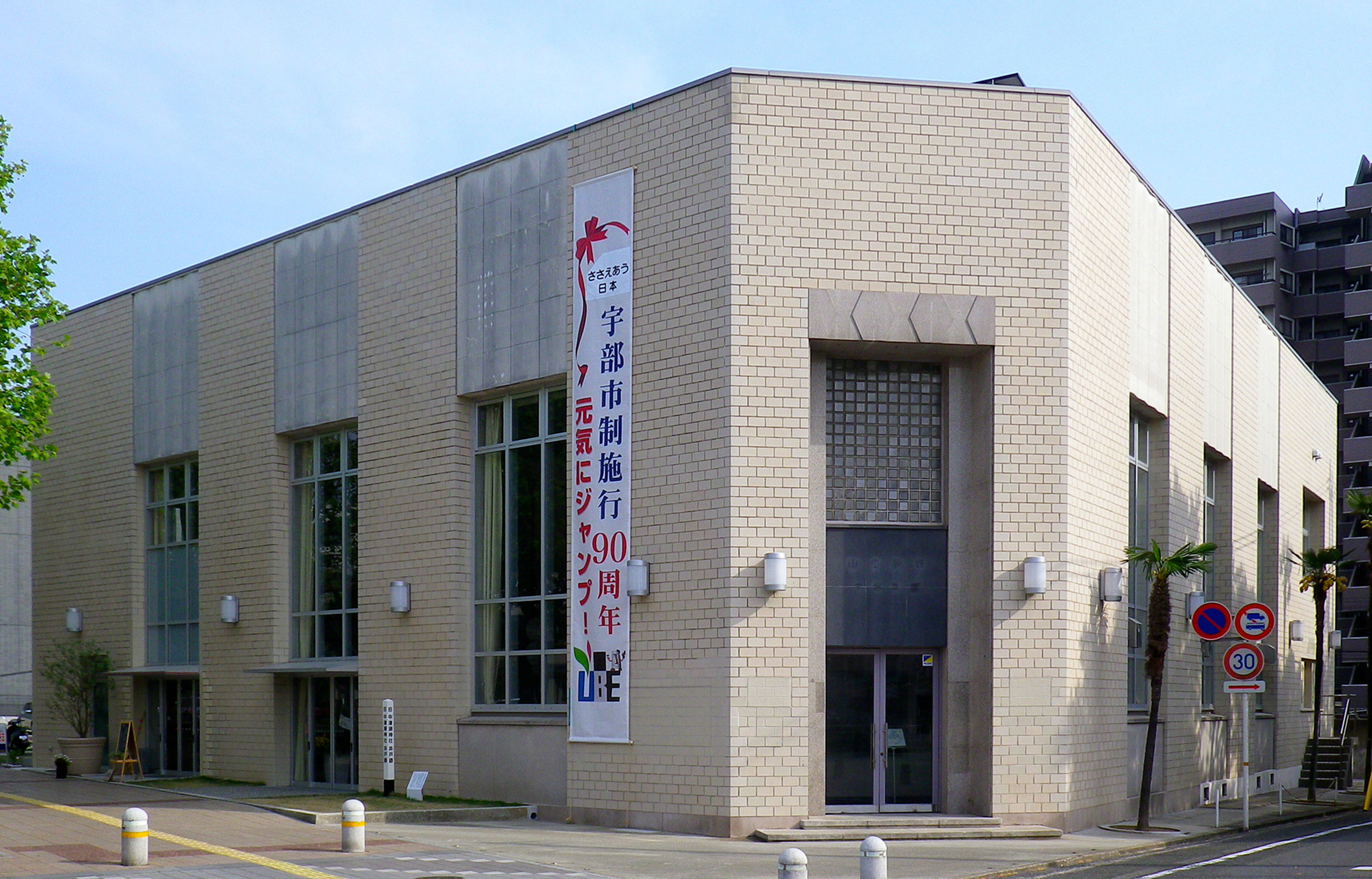
旧宇部銀行本店（旧宇部銀行館）
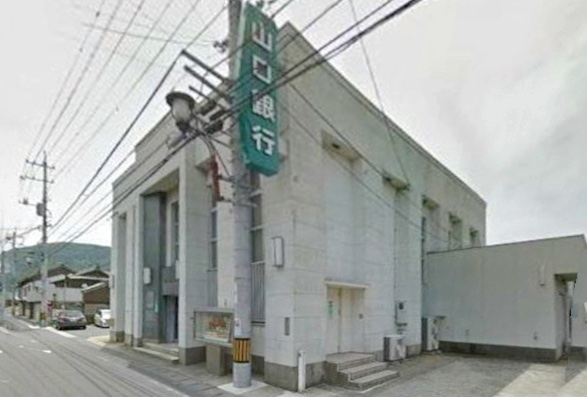
大島支店（周防大島町小松、旧大島銀行本店）
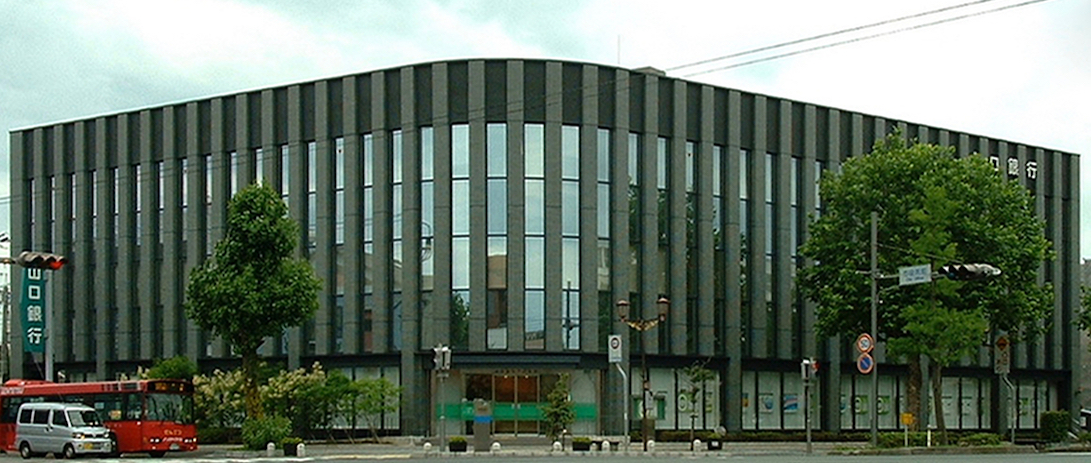
宇部支店
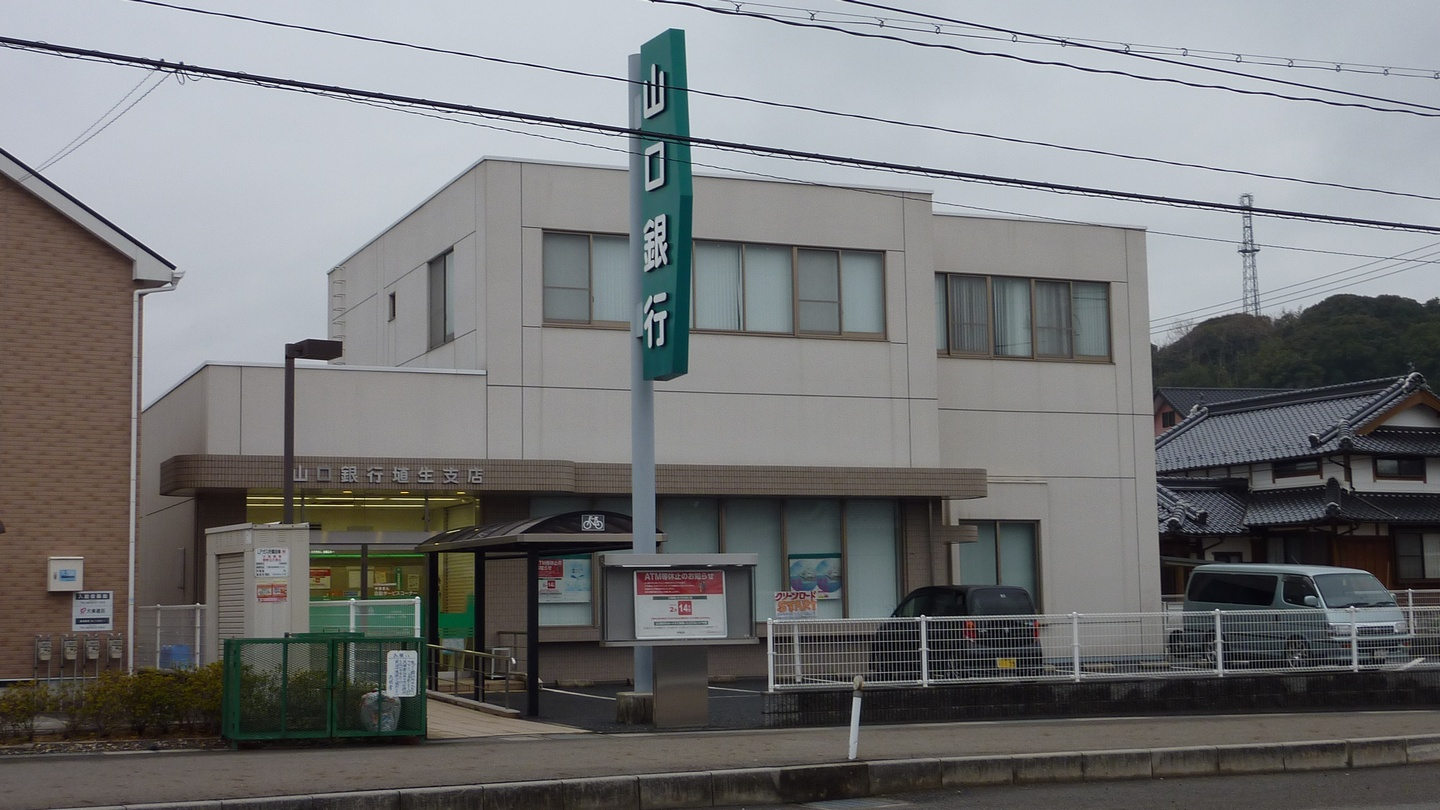
埴生支店
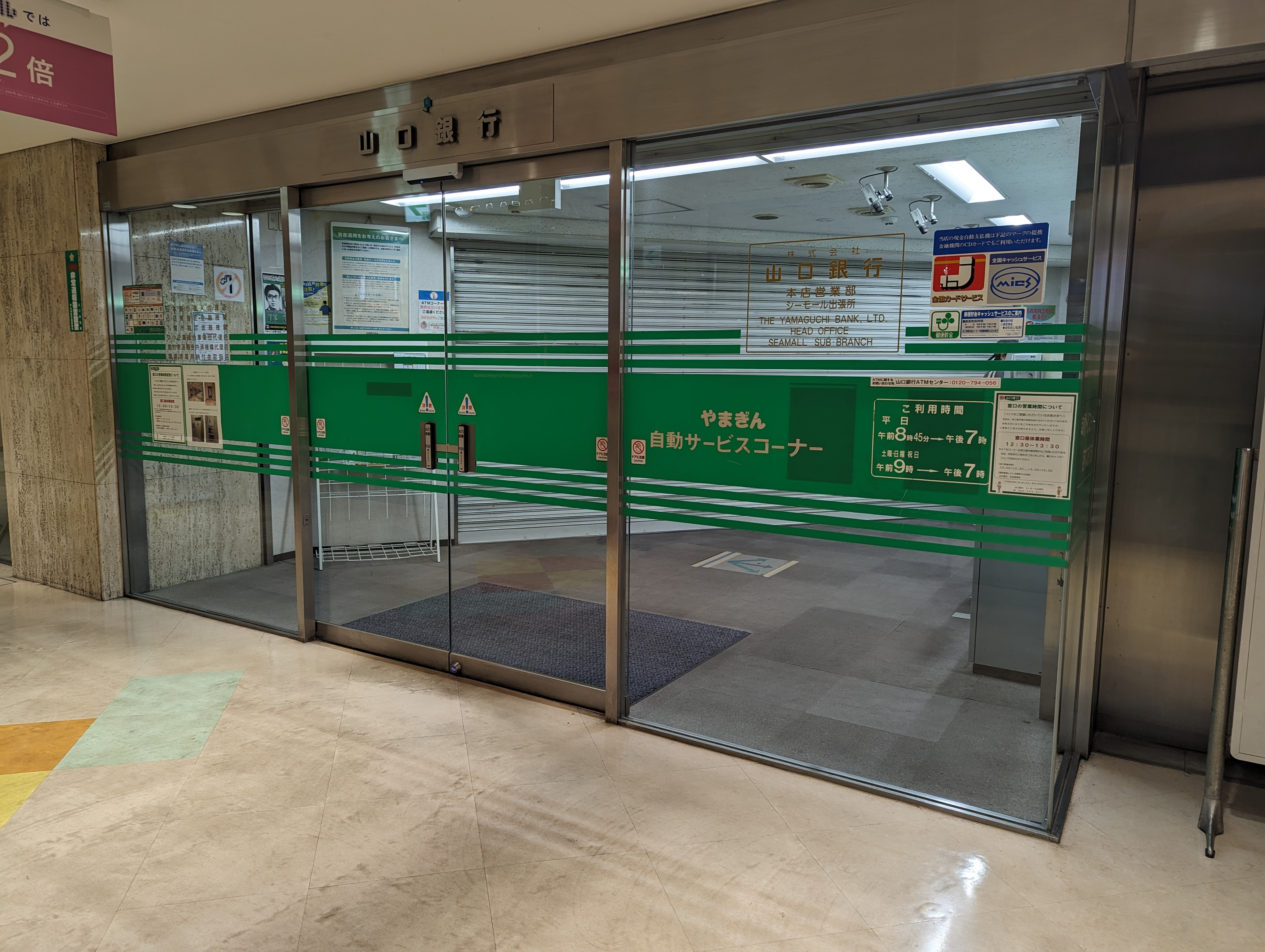
シーモール出張所（2023年8月）
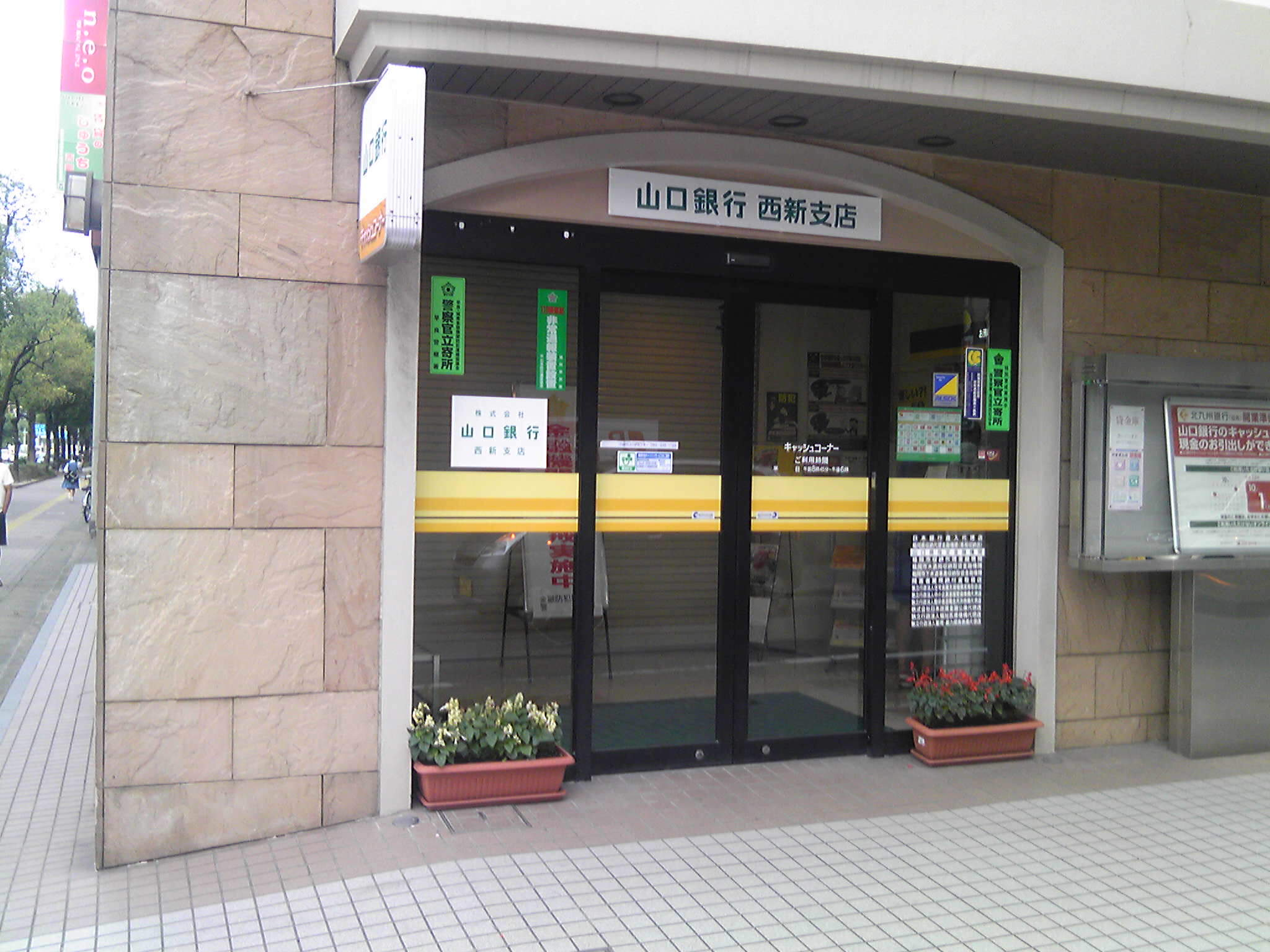
旧山口銀行西新支店[† 8]